# Ukraińska Rada Narodowa (1918)
Ukraińska Rada Narodowa (UNR) – oficjalnie powstała 19 października 1918 we Lwowie (działała jednak wcześniej) z zamiarem wprowadzenia w życie prawa samostanowienia Ukraińców zamieszkujących części terytorium Austro-Węgier. 
Na początku października 1918 klub ukraiński w parlamencie Przedlitawii (austriackiej części monarchii) postanowił zwołać do Lwowa mężów zaufania z Galicji Wschodniej, Bukowiny i Rusi Zakarpackiej (Węgierskiej). 16 października 1918 cesarz Karol I wydał manifest Do moich wiernych austriackich ludów, zapowiadający przekształcenie dualistycznych Austro-Węgier w państwo federalne. 
Zgromadzeni na zwołanym zjeździe we Lwowie przedstawiciele społeczeństwa ukraińskiego różnych regionów monarchii austro-węgierskiej 19 października 1918  powołali Ukraińską Radę Narodową. W jej skład weszli wszyscy ukraińscy posłowie obu izb Reichsratu Przedlitawii, Sejmu Krajowego Galicji i Sejmu Krajowego Bukowiny, po 3 przedstawicieli ukraińskich partii działających w Galicji, na Rusi Zakarpackiej i Bukowinie. Oprócz tego dokooptowano znanych bezpartyjnych fachowców, dla dopełnienia przeprowadzono wybór przedstawicieli miast i powiatów oraz zarezerwowano miejsce dla przedstawicieli mniejszości narodowych (którzy nie skorzystali z danej im możliwości).
Cała Rada liczyła około 150 członków.
1 listopada 1918 Rada ogłosiła utworzenie Państwa Ukraińskiego, która miało być autonomicznym krajem w ramach monarchii habsburskiej.
13 listopada 1918 Ukraińska Rada Narodowa proklamowała niepodległość państwa w formie republikańskiej i przyjęła dlań nazwę Zachodnioukraińska Republika Ludowa. Prawne podstawy państwa określała przyjęta 13 listopada 1918  tymczasowa ustawa zasadniczą o niezależności państwowej ziem ukraińskich byłej monarchii austro-węgierskiej (tymczasowa konstytucja ZURL.
Plenum Ukraińskiej Rady Narodowej wybrało Zarząd złożony z przewodniczącego oraz 9 członków. Zarząd wykonywał obowiązki głowy państwa (zatwierdzał rząd, posiadał prawo abolicji i amnestii, wyznaczał szefów wyższych urzędów państwowych, ogłaszał uchwały UNR). Decyzje podejmowano większością głosów. Pierwszym przewodniczącym Zarządu był Kost Łewycki, drugim (od 1 listopada) – Jewhen Petruszewycz.
9 listopada 1918 na posiedzeniu Ukraińskiej Rady Narodowej powołano rząd (Sekretariat Państwowy), którego premierem został Kost Łewyćkyj. Rząd był koalicyjny, z przewagą Ukraińskiej Partii Narodowo-Demokratycznej (ośmiu sekretarzy-ministrów), do rządu weszły również: Partia Chrześcijańsko-Społeczna, Ukraińska Partia Radykalna, Ukraińska Partia Socjal-Demokratyczna i politycy bezpartyjni. UNR miała rolę ustawodawczą i kontrolną parlamentu ZURL, przed nią odpowiadał rząd (Sekretariat Państwowy).
22 stycznia 1919 zawarta została unia ZURL z Ukraińską Republiką Ludową (Akt Zjednoczenia). Przed wycofaniem się władz ZURL i UHA za Zbrucz, wobec klęski UHA w wojnie polsko-ukraińskiej Zarząd UNR i Sekretariat Państwowy wspólną decyzją tymczasowo przekazały 9 czerwca 1919 swoje konstytucyjne uprawnienia Jewhenowi Petruszewyczowi, jako „upoważnionemu dyktatorowi”. Posiadał on pełnię władzy wojskowej i cywilnej.